# Lac d'Issarlès
Le lac d'Issarlès est un lac de cratère situé à 1 000 m d'altitude sur la commune du Lac-d'Issarlès dans le département de l'Ardèche, en région Auvergne-Rhône-Alpes, dans l'arrondissement de Largentière.

## Description
Le lac d'Issarlès est un cratère de maar rempli d'eau douce. Avec plus de 1,5 km de diamètre et 138 m de fond, il est le lac le plus important du Massif central et le troisième lac naturel le plus profond de France après le lac du Bourget et le lac Léman.
Le plan d'eau est en site classé du patrimoine national depuis 1935 et les berges en site inscrit.
La réserve d'eau du lac est utilisée depuis 1954 pour le fonctionnement de l'usine hydroélectrique de Montpezat.

## Géologie
Le lac résulte d'une violente éruption phréatomagmatique datée de 80 000 ans qui a formé un maar. Les projections autour du lac mettent en évidence des fragments de socle, des brèches et du magma basaltique sous une forme simple ou vitreuse.
En 2020, un premier carottage à 108 mètres de profondeur est effectué pour prélever des sédiments sur 7 mètres de profondeur représentant une période de 8 000 ans.
En juin 2024, une équipe du CNRS entreprend un nouveau carottage scientifique par 108 mètres de profondeur pour prélever 30 mètres d’archives sédimentaires couvrant 50 000 ans d’histoire géologique. En raison de problèmes techniques, le projet est reporté.

## Histoire
Après avoir hérité du nom du village d'Issarlès, tout proche, ce lac a donné son nom à une commune créée en 1929 par partition du territoire d'Issarlès, Le Lac-d'Issarlès. 

## Usage
Au XIXe siècle, Louis Eugène Mouline présente un projet d'alimentation en eau potable de la ville de Lyon par les eaux du lac d’Issarlès acheminées via un aqueduc de 150 km,,.
Le lac d'Issarlès est utilisé par EDF pour alimenter la centrale hydroélectrique de Montpezat-sous-Bauzon. Il est relié via des galeries souterraines aux retenues sur la Loire (barrage de la Palisse) et deux de ses affluents du plateau ardéchois, le Gage (barrage du Moulin de Peyron) et la Veyradeyre (barrage de la Grange). Les eaux du versant atlantique sont ainsi détournées vers la rivière Fontaulière, affluent de l'Ardèche (versant méditerranéen). En dehors de la période estivale dévolue au tourisme, la production hydroélectrique entraîne un marnage important au niveau du lac.

## Communes voisines
- Issarlès
- Le Lac-d'Issarlès

## Tourisme

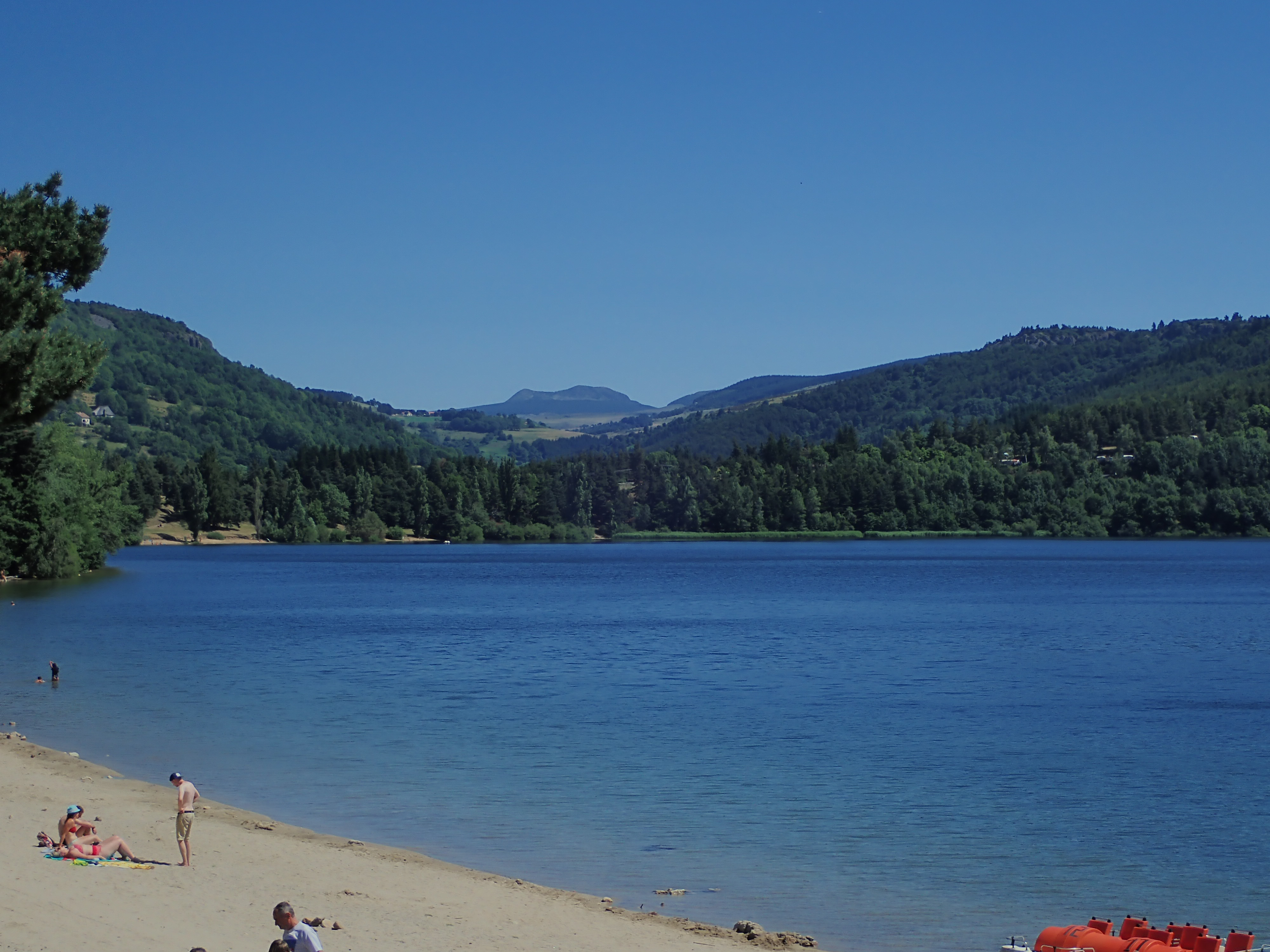
Plage du lac d'Issarlès en haute Ardèche. Au loin, le mont Mézenc.

Pêche, randonnées, la source de la Loire, de nombreux chemins de randonnées partent du lac pour aller au lac de Coucouron à 15 km environ en traversant la rivière la Loire, visites de petits hameaux typiques (le hameau du Ventalon proposant des hébergements dans des gîtes locaux aux lisières des forêts). L'été la location de pédalo est possible.